# 4010 Nikolʹskij
4010 Nikolʹskij eller 1977 QJ2 är en asteroid i huvudbältet som upptäcktes den 21 augusti 1977 av den rysk-sovjetiske astronomen Nikolaj Tjernych vid Krims astrofysiska observatorium på Krim. Den har fått sitt namn efter astronomen Gennadij Nikolʹskij.
Asteroiden har en diameter på ungefär 5 kilometer.